# Lijst van Kameroense autosnelwegen

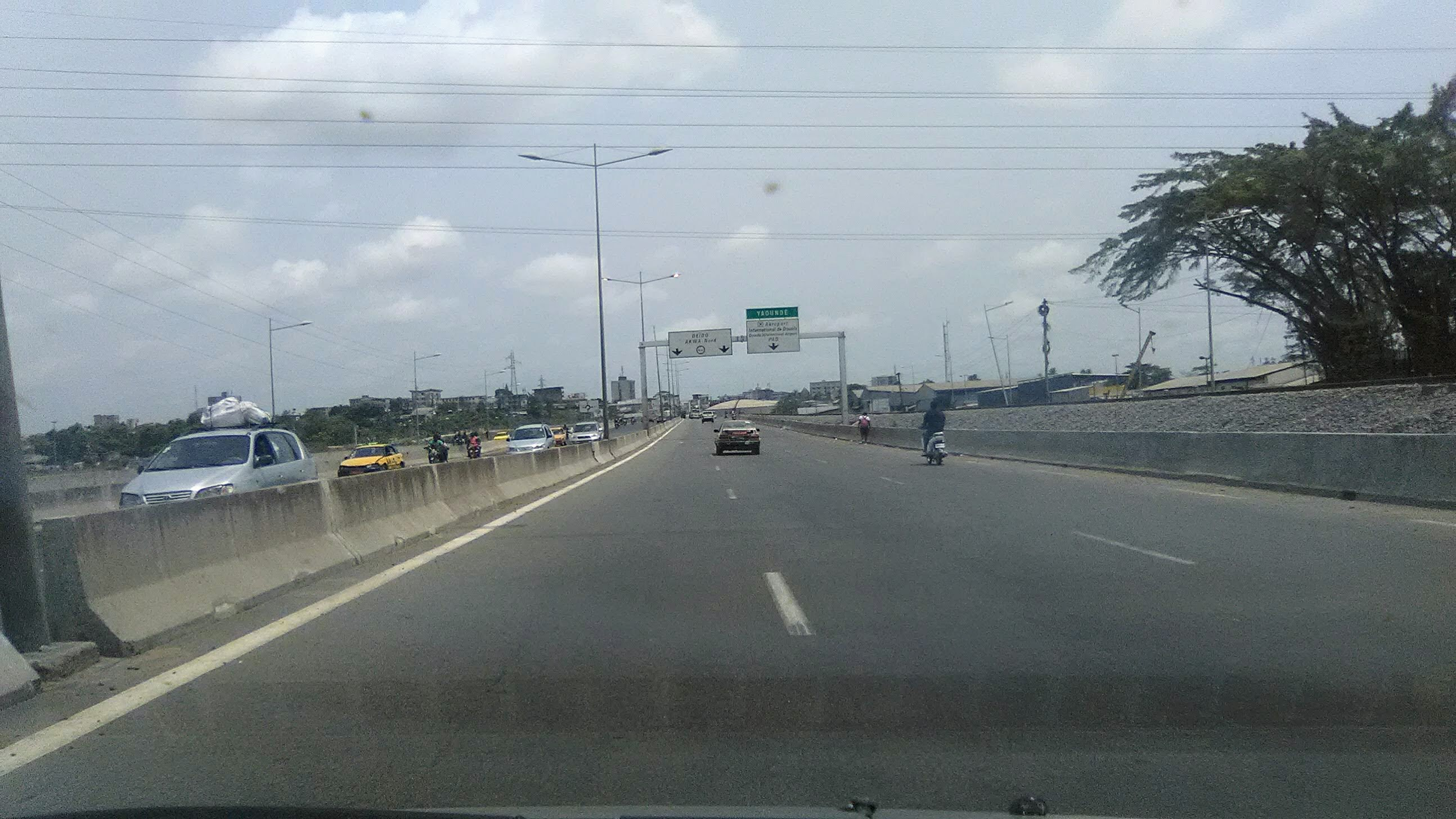
Kameroense autosnelweg

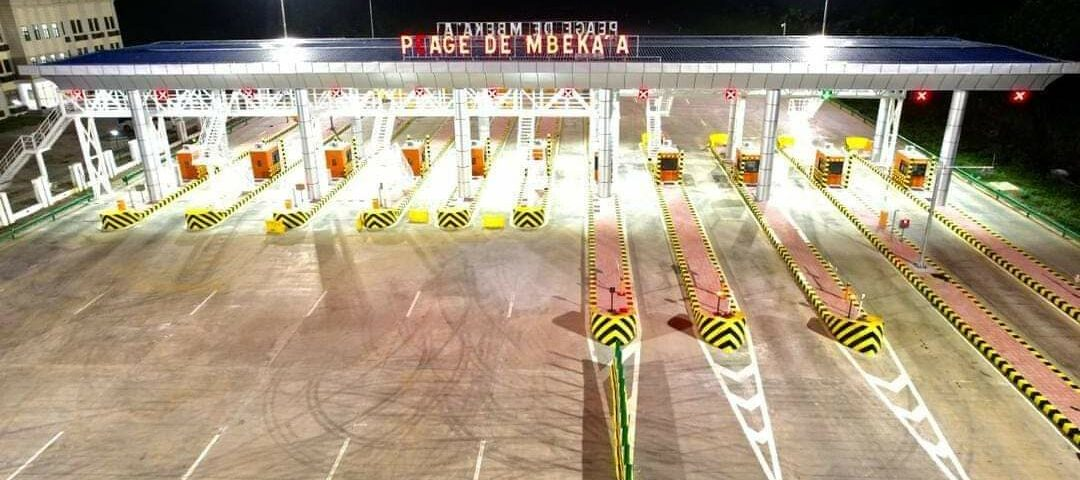
Tolstation van Mbeka'a

Hieronder volgt een lijst van autosnelwegen in Kameroen. Sinds 2023 hebben de autosnelwegen een nummer.
- A1-Autoroute Yaoundé-Douala – Een deels in aanleg zijnde weg van 196 kilometer die Yaoundé via Edéa verbindt met Douala. Het eerste deel is 60 kilometer lang.[2][3][4] De autosnelweg wordt in een tweede bouwfase verlengd over een afstand van 130 kilometer tussen Bibodi en Douala.[5]
- A2-Autoroute Yaoundé-Nsimalen – Een weg tussen Yaoundé en de luchthaven in Nsimalen.[6] De eerste 12 kilometer werden geopend in 2022.[7]
- A3-Autoroute Edéa-Kribi – Een weg van 108 kilometer tussen Edéa en Kribi. Het deel tussen Lolabe en Kribi werd geopend in juli 2022.[8]
- Autoroute Douala-Limbé – Een geplande weg van 70 kilometer tussen Douala en Limbé. De haalbaarheidsstudies hebben in 2023 twee jaar vertraging opgelopen.[9][10]